# 東之院 (大田区)
東之院（ひがしのいん）は、東京都大田区池上にある、日蓮宗の寺院。池上本門寺の子院。

## 歴史
六老僧（日蓮の高弟）のひとり、日持の庵室として開創した東之坊が起源。開創年代は日蓮の没年である鎌倉時代の1282年（弘安5年）。
江戸時代には貞享年間創建の玄理坊（旧辻之坊）を合併。1811年（天保12年）廃寺となった雑司が谷の鼠山感應寺の余材で現在地に再興。

## 周辺施設
- 開運弁財天　1995年（平成7年）堂宇を新築。

## 交通アクセス
- 東急池上線池上駅から徒歩。